# Лаино Кастело
Лаѝно Кастѐло (на италиански: Laino Castello, на местен диалект Castièddru, Кастиедру) е село и община в Южна Италия, провинция Козенца, регион Калабрия. Разположено е на 545 m надморска височина. Населението на общината е 872 души (към 2012 г.).